# Чжоу Цянь
Чжоу Цянь (кит.: 周倩; нар. 11 березня 1989) — китайська борчиня вільного стилю, срібна та бронзова призерка чемпіонатів світу, чемпіонка та бронзова призерка чемпіонату Азії, чемпіонка Азійських ігор, дворазова срібна та бронзова призерка Кубків світу у командному заліку, бронзова призерка Олімпійських ігор.

## Життєпис
Боротьбою почала займатися з 2006 року.
Виступає за борцівський клуб Ху Нань. Тренер — Мао Лі Мін.

## Спортивні результати на міжнародних змаганнях

### Виступи на Олімпіадах
| Змагання                    | Збірна | Вагова категорія          | Місце  |
| --------------------------- | ------ | ------------------------- | ------ |
| Літні Олімпійські ігри 2020 | Китай  | жіноча боротьба, до 76 кг | Бронза |

### Виступи на Чемпіонатах світу
| Змагання                        | Збірна | Вагова категорія          | Місце  |
| ------------------------------- | ------ | ------------------------- | ------ |
| Чемпіонат світу з боротьби 2014 | КНР    | жіноча боротьба, до 75 кг | Бронза |
| Чемпіонат світу з боротьби 2015 | КНР    | жіноча боротьба, до 75 кг | Срібло |
| Чемпіонат світу з боротьби 2019 | КНР    | жіноча боротьба, до 76 кг | 5      |

### Виступи на Чемпіонатах Азії
| Змагання                       | Збірна | Вагова категорія          | Місце  |
| ------------------------------ | ------ | ------------------------- | ------ |
| Чемпіонат Азії з боротьби 2015 | КНР    | жіноча боротьба, до 75 кг | Бронза |
| Чемпіонат Азії з боротьби 2018 | КНР    | жіноча боротьба, до 76 кг | Золото |

### Виступи на Азійських іграх
| Змагання           | Збірна | Вагова категорія          | Місце  |
| ------------------ | ------ | ------------------------- | ------ |
| Азійські ігри 2018 | КНР    | жіноча боротьба, до 76 кг | Золото |

### Виступи на Кубках світу
| Змагання                    | Збірна | Вагова категорія | Місце  |
| --------------------------- | ------ | ---------------- | ------ |
| Кубок світу з боротьби 2017 | КНР    | команда          | Срібло |
| Кубок світу з боротьби 2018 | КНР    | команда          | Срібло |
| Кубок світу з боротьби 2019 | КНР    | команда          | Бронза |

### Виступи на інших змаганнях
| Змагання                                   | Збірна | Вагова категорія          | Місце  |
| ------------------------------------------ | ------ | ------------------------- | ------ |
| Гран-прі Парижа з боротьби 2015            | КНР    | жіноча боротьба, до 75 кг | Золото |
| Klippan Lady Open 2015                     | КНР    | жіноча боротьба, до 75 кг | 12     |
| Гран-прі Іспанії з боротьби 2015           | КНР    | жіноча боротьба, до 75 кг | Бронза |
| Золотий Гран-прі з боротьби 2015           | КНР    | жіноча боротьба, до 75 кг | Срібло |
| Тестовий турнір UWW 2016                   | КНР    | жіноча боротьба, до 75 кг | 5      |
| Відкритий чемпіонат Польщі з боротьби 2017 | КНР    | жіноча боротьба, до 75 кг | Бронза |
| Гран-прі «Іван Яригін» 2018                | КНР    | жіноча боротьба, до 76 кг | Золото |
| Тестовий турнір UWW 2019                   | КНР    | жіноча боротьба, до 76 кг | Срібло |
| Турнір Маттео Пелліцоне 2020               | КНР    | жіноча боротьба, до 76 кг | Срібло |